# Vipio quinquemaculatus
Vipio quinquemaculatus är en stekelart som beskrevs av Cameron 1906. Vipio quinquemaculatus ingår i släktet Vipio och familjen bracksteklar. Inga underarter finns listade i Catalogue of Life.